# 我的女友是個過度認真的處女bitch
《我的女友是個過度認真的處女bitch》是由松本ナミル創作的日本漫畫作品，於2015年7月20日開始在KADOKAWA的網路漫畫網站「Comic Newtype」連載。電視動畫於2017年10月11日起AT-X首播，日文標題更名為。

## 故事簡介
篠崎遙向班長香坂秋穗告白成功後兩人開始交往，性格認真的秋穗為了成為稱職的女友而努力學習，但由於努力的方向錯誤，導致她成為性知識有所偏差的「處女bitch」。

## 登場人物

### 主要人物
篠崎遙（聲：市來光弘）
男主角。平凡的高中生，二年3班。
向憧憬的秋穗告白，結果得到了OK的答覆。
常吐槽秋穗詭異的性知識和雫說的話中摻雜有點色色的意味玩笑，以及梨奈的用詞錯誤。
香坂秋穗（聲：悠木碧）
女主角。成績優秀、運動萬能的美少女，卻不擅長料理。二年3班的班長。
性格雖然平和，但與同班同學保持距離。被遙告白後，接受遙的心意並交往。
長年受到母親灌輸的“英才教育”的影響，因而產生詭異的性知識，常被遙和五十嵐吐槽，也常誤會遙的性癖。身體仍在發育，胸部罩杯為C以上。
有山雫（聲：武田羅梨沙多胡）
遙的青梅竹馬美少女，三年級。擅長料理，便當都自己做自己吃。稱呼遙為「小遙」，遥則以「姐姐」或「雫姐姐」稱呼她。開朗的性格使她在男生和女生之間都非常受歡迎。
對遙有特殊的感情，在父母常日不在家的情況下常常到遙的家裏做客，玩耍。對待遙和對待別人完全不一樣，喜歡對遙开玩笑，實施性騷擾，也喜歡看到被秋穗目睹時秋穗的反應。另一方面，在處於被壓制的地位時會感到非常沮喪，耐性不足。非常在意自己胸部的A罩杯。在説出摻雜有點帶色色的意味的玩笑時都會被遙吐槽。擅長烹飪，曾教秋穗做便當。
篠崎奏多（聲：八木侑紀）
遙的妹妹，一年級。個性像貓。兄控，喜歡粘著哥哥，希望哥哥最喜欢自己。常穿著帶有貓耳朵的連帽衫，臀部有一隻貓尾巴，手勢也很像貓。
對於哥哥對其的感情充滿信心，視秋穗為勁敵，性知識幾乎為零，胸部罩杯為B，持續成長中。
西城梨奈（聲：山田奈都美）
二年3班的美少女。胸部罩杯為C。從女子學校轉學而來，相當受女生歡迎，甚至達到百合的程度，在以前的女子學校裡有許多百合狂熱者。但轉學後一直不知道如何與男生進行正常交流，對於這點非常困擾。周圍人常被其天真行為所迷惑。
喜歡遛狗玩，因為把寵物狗當人來看待，所以有時談到家裡的寵物狗時，說出來的話都會以毛毛人的男人來比喻家裡的寵物“公”狗，或者是其他方面的錯誤用詞，因此使其他人誤解，遙也常不得不吐槽。

### 學生
星川聖夜（聲：朗斯貝里·亞瑟）
二年3班的男學生，有著BL氣質的帥氣自戀狂。在女生中非常有人氣，甚至有可以招惹雌性動物的能力。經常會赤身裸體。
很想和男性同學交朋友，但通常會做出同性戀的行爲。一直密切關注著遙，但本人並無注意到，卻讓秋穗產生了危機感。
愛川美咲（聲：水谷麻鈴）
奏多同班的好友，被奏多起有「乳頭」的綽號。棕色長髮。在雪糕店工作过。喜歡別著櫻桃髮夾。外表優雅，性格溫柔的美少女。常與奏多一起行事。
五十嵐沙織（聲：長妻樹里）
二年5班的班長。静森早夜的好友。性格嚴肅，嚴厲管制校内性知識的傳播，維持學校紀律。
在所有登場的女性角色中是少數除雫以外的貧乳。
靜森早夜（聲：長谷美希）
二年4班的班長。五十嵐沙織的好友。表面開起來很文靜，善良，但内心總會有好色的妄想。喜歡潛伏偷看别人，会藏在更衣室裡偷窺戀人情事。行事消極。眼睛被瀏海遮住。
黑野清史郎（聲：保住有哉）
二年2班的班長。因爲面相凶煞的緣故所以常帶著面罩。以盜攝為嗜好。
笑澤慎吾（聲：野上翔）
二年1班的班長。能夠露出温暖人心的標準化微笑。脾氣很好，但常與黑野合夥嘲諷五十嵐。
冴木若葉
學生會長，雫的朋友。步伐奇特，面無表情，但常以半開玩笑的姿態重複著狂熱的言語和行為，就算是雫來突圍也無法阻止。羞恥心稀薄，看見下半身赤裸的男生時會害羞。

### 教師
小清水葵（聲：野水伊織）
保健室的老師。外觀美麗，常穿著白大褂。會一邊負責學生的健康管理一邊向學生教授性教育。喜歡激烈的肉食系。在高中時代是大森一華的好友，而從那時起便一直保持著其肉食本性不變。
大森一華（聲：中村慈）
二年3班的班導。男性氣質十足，常穿著體育服。不會親自教導學生，而是敢於相信學生，採取自由放任的原則。曾在高中時代與葵有著密不可分的關係，不知不覺被葵無拘無束的本性所毒害。

### 親人
香坂冬美（聲：齋藤綾）
秋穗的母親，其性格，说话方式也非常相似。對秋穗實施“英才教育”，是使秋穗對於性知識有詭異認知的元兇。十分喜欢自己的丈夫。
香坂夏雄（聲：宮本淳）
秋穗的父親。一個溫和的常識人。一直不理解其妻子對秋穗的教育方式。非常溺愛秋穗。

## 出版書籍
| 冊數 | KADOKAWA       | KADOKAWA                                                | 台灣角川      | 台灣角川               |
| 冊數 | 發售日期       | ISBN                                                    | 發售日期      | ISBN                   |
| ---- | -------------- | ------------------------------------------------------- | ------------- | ---------------------- |
| 1    | 2016年4月9日   | ISBN 978-4-04-104146-8                                  | 2017年5月15日 | ISBN 978-986-473-699-7 |
| 2    | 2016年10月26日 | ISBN 978-4-04-104874-0                                  | 2017年9月6日  | ISBN 978-986-473-882-3 |
| 3    | 2017年3月25日  | ISBN 978-4-04-105550-2                                  | 2018年3月21日 | ISBN 978-957-564-094-1 |
| 4    | 2017年8月10日  | ISBN 978-4-04-105985-2                                  | 2019年3月11日 | ISBN 978-957-564-783-4 |
| 5    | 2017年10月10日 | ISBN 978-4-04-105986-9                                  | 2019年3月11日 | ISBN 978-957-564-784-1 |
| 6    | 2018年5月26日  | ISBN 978-4-04-106421-4 ISBN 978-4-04-106422-1（限定版） |               |                        |
| 7    | 2019年1月10日  | ISBN 978-4-04-107714-6                                  |               |                        |
| 8    | 2019年12月10日 | ISBN 978-4-04-108098-6                                  |               |                        |

## 電視動畫

### 製作人員
- 原作：松本[5]
- 導演：長山延好[5]
- 劇本統籌：白根秀樹[5]
- 人物設定：安田祥子[5]
- 色彩設計：砂子美幸
- 美術監督：林雅巳
- 撮影監督：伊藤康行
- 編輯：岡祐司
- 音響監督：横田知加子（日语：横田知加子）
- 音響製作：Glovision（日语：グロービジョン）
- 音樂：瀧澤俊輔
- 音樂製作：日本古倫美亞[5]
- 音樂製作人：植村俊一
- 製片人：田村淳一郎、立崎孝史
- 動畫製片人：江里口武志
- 動畫製作：diomedéa、Studio Blanc（日语：スタジオブラン）
- 製作：過度認真的製作委員會（マジメ過ぎる製作委員会）

### 主題曲
片頭曲
作詞、作曲：大橋莉子，編曲：Tak Miyazawa，主唱：悠木碧
片尾曲
作詞、作曲、編曲：no_my，主唱：pua:re（八木侑紀、山田奈都美、水谷麻鈴、小倉彌優）

### 各話列表
| 話數         | 日文標題                       | 中文標題                              | 劇本       | 分鏡              | 演出     | 作畫監督                                                            | 總作畫監督        |
| ------------ | ------------------------------ | ------------------------------------- | ---------- | ----------------- | -------- | ------------------------------------------------------------------- | ----------------- |
| 第1話        |                                | 討厭，請不要撐得那麼開…               | 白根秀樹   | 長山延好          | 長山延好 | 細田沙織、吉井勝也 金子美咲、飯飼一幸 齊藤和也、池原百合子 河邊信宏 | 安田祥子          |
| 第2話        |                                | 「請就這樣出來吧！」…這樣講就行了嗎？ | 山田靖智   | 長山延好          | 柴田裕介 | 金子美咲、白石悟 飯飼一幸、中山和子 飯塚葉子、契里昇 柴田祐介       | 安田祥子 細田沙織 |
| 第3話        |                                | 我第一次同時用兩根…                   | 大久保智康 | 澀谷亮介          |          | 西尾淳之介、柴田裕介 河邊信宏、近藤健司                             | 安田祥子 細田沙織 |
| 第4話        |                                | 原…原來會變成這樣子啊…                | 木村暢     | 高橋英俊          | 高橋英俊 | 白石悟、Ryu Joong Hyeon Han Se Hwan                                 | 安田祥子 細田沙織 |
| 第5話        |                                | 破了…怎麼辦啊!?                       | 白根秀樹   | 關武藏            | 關武藏   | 佐藤玲子                                                            | 安田祥子 細田沙織 |
| 第6話        |                                | 不…不要讓其他人看到喔                 | 大久保智康 |                   | 久慈悟郎 | 佐藤玲子、池原百合子                                                | 安田祥子 細田沙織 |
| 第7話        |                                | 我已經…沒辦法思考了…                  | 木村暢     | 柴田裕介 澀谷亮介 | 柴田裕介 | 金子美咲、河邊信宏 柴田裕介                                         | 安田祥子 細田沙織 |
| 第8話        |                                | 我…我沒說可以做到這種地步啊           | 山田靖智   | 高橋英俊          | 高橋英俊 | 西尾淳之介、池原百合子                                              | 安田祥子 細田沙織 |
| 第9話        |                                | 都已經說不要這麽突然了                | 大久保智康 | 澀谷亮介          | 澀谷亮介 | 佐藤玲子、池原百合子                                                | 安田祥子 細田沙織 |
| 第10話       |                                | 我已經無法再忍耐了！                  | 白根秀樹   |                   |          | 佐藤玲子、池原百合子                                                | 安田祥子 細田沙織 |
| 第11話 (OAD) |                                | 讓你看見了呢…                         | 大久保智康 | 澀谷亮介          | 長山延好 | 池原百合子                                                          | 安田祥子 細田沙織 |
| 第11話 (OAD) | 不管你說什麼，我都聽你的就是了 |                                       | 大久保智康 | 澀谷亮介          | 長山延好 | 池原百合子                                                          | 安田祥子 細田沙織 |

### 播放單位
日本深夜動畫：下文記載的日本国内播放時間使用日本標準時間（UTC+9）表示。因為部分時間标识會採用30小时制，因此請留意这类超过24:00的时间，其實際播放時間為翌日清晨。
| 播放地區 | 播放電視台        | 播放日期                 | 播放時間（UTC+9）                       | 所屬聯播網 | 備註                         |
| -------- | ----------------- | ------------------------ | --------------------------------------- | ---------- | ---------------------------- |
| 日本全國 | AT-X              | 2017年10月11日－12月13日 | 星期三 24時30分－25時00分（星期三深夜） | 衛星電視   | 有重播                       |
| 東京都   | Tokyo MX          | 2017年10月11日－12月13日 | 星期三 25時05分－25時35分（星期三深夜） | 獨立UHF局  | 不適用                       |
| 京都府   | 京都放送          | 2017年10月11日－12月13日 | 星期三 25時05分－25時35分（星期三深夜） | 獨立UHF局  | 不適用                       |
| 兵庫縣   | SUN電視台         | 2017年10月11日－12月13日 | 星期三 25時30分－26時00分（星期三深夜） | 獨立UHF局  | 不適用                       |
| 三重縣   | 三重電視台        | 2017年10月11日－12月13日 | 星期三 26時20分－26時50分（星期三深夜） | 獨立UHF局  | 不適用                       |
| 福岡縣   | TVQ九州放送       | 2017年10月11日－11月1日  | 星期三 26時35分－27時05分（星期三深夜） | 東京電視網 | 第1話－第4話                 |
| 福岡縣   | TVQ九州放送       | 2017年11月8日－12月13日  | 星期三 27時05分－27時35分（星期三深夜） | 東京電視網 | 因特殊原因變更 第5話－第10話 |
| 岐阜縣   | 岐阜放送          | 2017年10月12日－12月14日 | 星期四 25時45分－26時15分（星期四深夜） | 獨立UHF局  | 不適用                       |
| 日本全國 | BS11              | 2017年10月13日－12月15日 | 星期五 25時00分－25時30分（星期五深夜） | 衛星電視   | 『ANIME+』節目               |
| 日本全國 | d動画商城         | 2017年10月14日－12月16日 | 星期六 12時00分 更新                    | 網路電視   | 第1話特別先行播放            |
| 日本全國 | AbemaTV           | 2017年10月20日－12月22日 | 星期五 24時00分－24時30分（星期五深夜） | 網路電視   | 不適用                       |
| 日本全國 |                   | 2017年10月21日－12月23日 | 星期六更新                              | 網路電視   | 不適用                       |
| 日本全國 | Niconico動畫      | 2017年10月21日－12月23日 | 星期六更新                              | 網路電視   | 不適用                       |
| 日本全國 | GYAO!             | 2017年10月21日－12月23日 | 星期六更新                              | 網路電視   | 最新話一周内免費播放         |
| 日本全國 | 樂天SHOWTIME      | 2017年10月21日－12月23日 | 星期六更新                              | 網路電視   | 不適用                       |
| 日本全國 | 萬代頻道          | 2017年10月21日－12月23日 | 星期六更新                              | 網路電視   | 不適用                       |
| 日本全國 | U-NEXT            | 2017年10月21日－12月23日 | 星期六更新                              | 網路電視   | 不適用                       |
| 日本全國 |                   | 2017年10月21日－12月23日 | 星期六更新                              | 網路電視   | 不適用                       |
| 日本全國 | J:COM 点播        | 2017年10月21日－12月23日 | 星期六更新                              | 網路電視   | 不適用                       |
| 日本全國 |                   | 2017年10月21日－12月23日 | 星期六更新                              | 網路電視   | 不適用                       |
| 日本全國 | DMM.com           | 2017年10月21日－12月23日 | 星期六更新                              | 網路電視   | 不適用                       |
| 日本全國 | 亞馬遜影片        | 2017年10月21日－12月23日 | 星期六更新                              | 網路電視   | 不適用                       |
| 日本全國 | 富士電視台点播    | 2017年10月21日－12月23日 | 星期六更新                              | 網路電視   | 不適用                       |
| 日本全國 |                   | 2017年10月21日－12月23日 | 星期六更新                              | 網路電視   | 不適用                       |
| 日本全國 | Video Market      | 2017年10月21日－12月23日 | 星期六更新                              | 網路電視   | 不適用                       |
| 日本全國 | HAPPY！動畫       | 2017年10月21日－12月23日 | 星期六更新                              | 網路電視   | 不適用                       |
| 日本全國 |                   | 2017年10月21日－12月23日 | 星期六更新                              | 網路電視   | 不適用                       |
| 日本全國 |                   | 2017年10月23日－12月25日 | 星期一更新                              | 網路電視   | 不適用                       |
| 日本全國 | PlayStation Store | 2017年10月25日－12月27日 | 星期三更新                              | 網路電視   | 不適用                       |

| 播放地區 | 播放電視台     | 播放日期                 | 播放時間（UTC+8）    | 所屬聯播網 | 備註         |
| -------- | -------------- | ------------------------ | -------------------- | ---------- | ------------ |
| 中國大陸 | bilibili       | 2017年10月12日－12月14日 | 星期四 01時00分 更新 | 網絡電視   | 簡體中文字幕 |
| 台灣     | 巴哈姆特動畫瘋 | 2017年10月12日－12月14日 | 星期四 01時00分 更新 | 網絡電視   | 繁體中文字幕 |

### BD / DVD
| 卷數 | 發行日期       | 收錄話數      | 規格編號  | 規格編號   |
| 卷數 | 發行日期       | 收錄話數      | 限定版BD  | 限定版DVD  |
| ---- | -------------- | ------------- | --------- | ---------- |
| 1    | 2017年12月22日 | 第1話、第2話  | KAXA-7601 | KABA-10601 |
| 2    | 2018年1月24日  | 第3話、第4話  | KAXA-7602 | KABA-10602 |
| 3    | 2018年2月23日  | 第5話、第6話  | KAXA-7603 | KABA-10603 |
| 4    | 2018年3月28日  | 第7話、第8話  | KAXA-7604 | KABA-10604 |
| 5    | 2018年4月25日  | 第9話、第10話 | KAXA-7605 | KABA-10605 |

### 網路電台
《悠木碧的過度認真地處女bitch網路電台》（日語：『悠木碧のマジメ過ぎてしょびってるラジオな件』）是一檔網路電台節目，於2017年10月17日至2018年1月16日止每周星期二在音泉電台播放。節目由香坂秋穂的聲優悠木碧負責主持。

### 出版社
KADOKAWA
1. ↑  . KADOKAWA.   [2017-08-14]. （原始内容存档于2019-05-17） （日语）.
2. ↑  . KADOKAWA.   [2017-08-14]. （原始内容存档于2019-05-13） （日语）.
3. ↑  . KADOKAWA.   [2017-08-14]. （原始内容存档于2020-08-08） （日语）.
4. ↑  . KADOKAWA.   [2017-08-14]. （原始内容存档于2020-08-14） （日语）.
5. ↑  . KADOKAWA.   [2017-10-06]. （原始内容存档于2020-09-27） （日语）.
6. ↑  . KADOKAWA.   [2018-05-01]. （原始内容存档于2019-09-20） （日语）.
7. ↑  . KADOKAWA.   [2017-12-10]. （原始内容存档于2019-09-20） （日语）.
8. ↑  . KADOKAWA.   [2019-01-10]. （原始内容存档于2023-05-23） （日语）.
9. ↑  . KADOKAWA.   [2019-12-10]. （原始内容存档于2023-05-23） （日语）.

台灣角川
1. ↑  . 台灣角川.   [2018-02-24]. （原始内容存档于2023-05-23） （中文（臺灣））.
2. ↑  . 台灣角川.   [2018-02-24]. （原始内容存档于2023-05-25） （中文（臺灣））.
3. ↑  . 台灣角川.   [2018-02-24]. （原始内容存档于2023-05-23） （中文（臺灣））.
4. ↑  . 台灣角川.   [2023-05-23]. （原始内容存档于2023-05-23） （中文（臺灣））.
5. ↑  . 台灣角川.   [2023-05-23]. （原始内容存档于2023-05-23） （中文（臺灣））.

## 外部連結
- 《我的女友是個過度認真的處女bitch》於《Comic Newtype》的連載頁面 （页面存档备份，存于）（日語）
- 電視動畫《我的女友是個過度認真的處bitch》官方網站 （页面存档备份，存于）（日語）
- 電視動畫《我的女友是個過度認真的處bitch》官方的X（前Twitter）（日語）